# Sfânta Ana, Fecioara și Pruncul cu mielul
 Sfânta Ana, Fecioara și Pruncul cu mielul  este o pictură realizată de Leonardo da Vinci în jurul anului 1510, aflată la Muzeul Luvru din Paris. Tabloul a fost pictat în perioada în care autorul era preocupat cu trei studii științifice, de anatomie, geologie și mișcarea apei.
Mielul din tablou, asociat pruncului Isus, face trimitere la Mielul lui Dumnezeu.